# Tihar (gevangenis)
De Tihargevangenis (Engels: Tihar Prisons, Hindi: तिहाड़ सेन्ट्रल क़ैदख़ाना, Urdu: تہاڑ سینٹرل قیدخانہ Tihāṛ Central Qaidkhānā, ook wel Tihar Jail en Tihar Ashram - Hindi: तिहाड़ आश्रम, Urdu: تہاڑ آشرم) is het grootste gevangeniscomplex in Zuid-Azië. Het complex ligt bij de plaats Tihar, ongeveer 7 km van Chanakya Puri, ten westen van New Delhi, India. De omgeving wordt Hari Nagar genoemd.
De gevangenis is een correctionele institutie, en het hoofddoel is officieel om de gevangenen om te vormen tot normaal functionerende leden van de samenleving door ze te voorzien van bruikbare vaardigheden, onderwijs en regels. Het doel is om de eigenwaarde van de gevangenen en hun wens om te verbeteren te verbeteren. Goederen die in de gevangenis worden geproduceerd dragen het merk Tihar. Anno 2006 waren er bijna 12.000 gevangenen in het gevangeniscomplex, waar er een eigenlijke capaciteit is voor 5200.

## Geschiedenis
De oorspronkelijke Tihargevangenis werd in 1958 gebouwd aan de buitenkant van het gelijknamige dorp. Oorspronkelijk was het een gevangenis met maximale beveiliging die door de deelstaat Punjab was ingesteld. In 1966 werd het beheer overgedragen aan het Hoofdstedelijk Territorium van Delhi (territorium). Vanaf 1984 werden extra faciliteiten toegevoegd, en werd de gevangenis een complex.
Onder de inspecteur-generaal van gevangenissen Kiran Bedi, die het Tihar-gevangeniscomplex binnen haar jurisdictie had, werden diverse hervormingen doorgevoerd, waaronder het wijzigen van de naam naar Tihar Ashram. Ze stelde ook een Vipassana meditatieprogramma in voor zowel het personeel als de gevangenen.

### Beroemde gevangenen
De internationale crimineel Charles Sobraj ontsnapte in 1986 van de gevangenis, maar werd kort daarna alweer gevangengenomen en teruggeplaatst in Tihar, met een extra straf van 10 jaar voor zijn ontsnappingspoging. Hij werd uiteindelijk vrijgelaten in 1997. De moordenaar van Daniel Pearl, Ahmed Omar Saeed Sheikh bracht enige jaren door in Tihar in verband met de ontvoering van vier Westerse toeristen in 1994.